# Mistrzostwa Europy w Lekkoatletyce 1938 – skok wzwyż mężczyzn

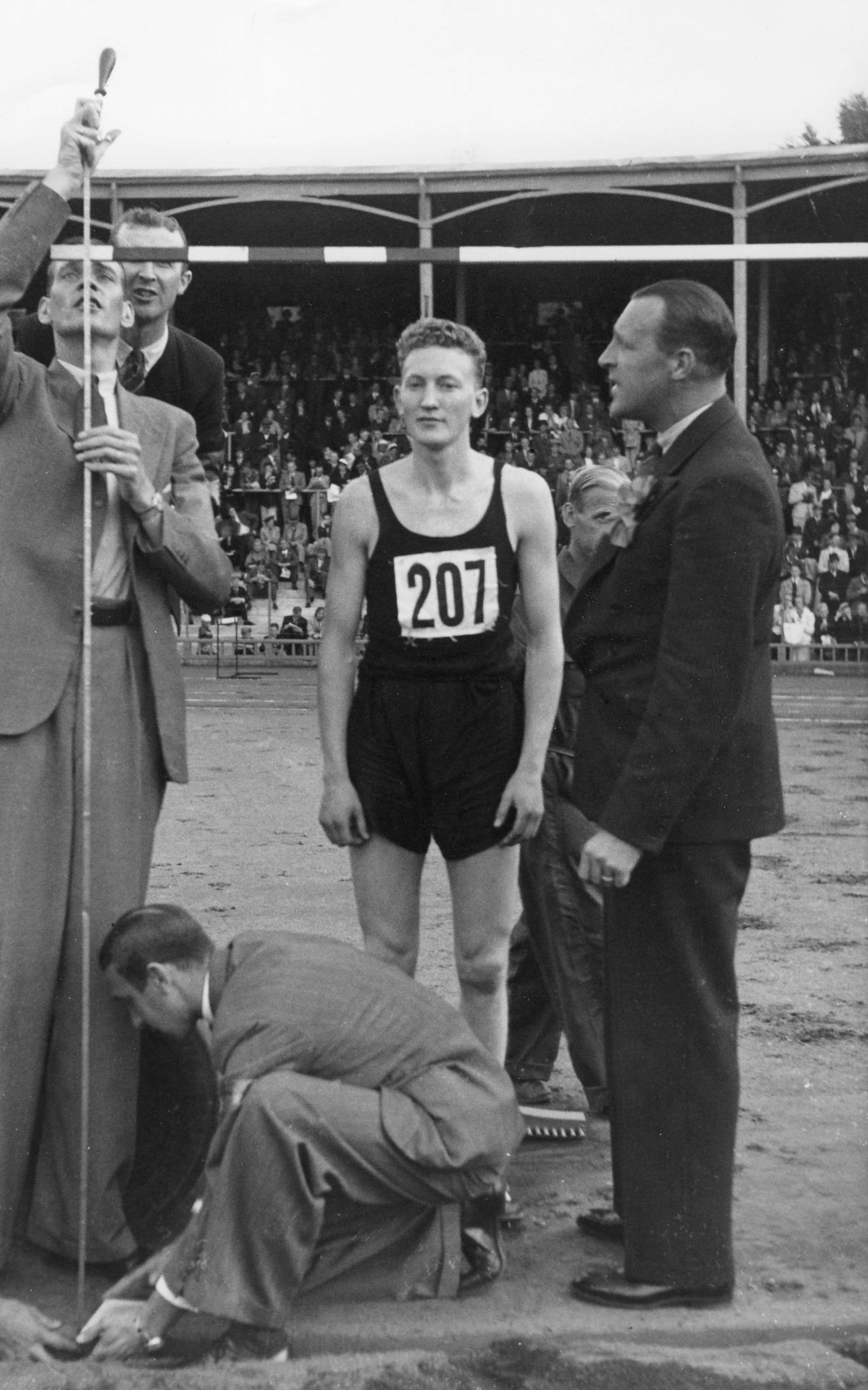
Kurt Lundqvist

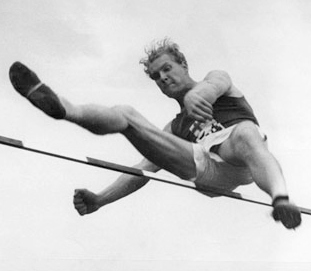
Kalevi Kotkas

Skok wzwyż mężczyzn był jedną z konkurencji rozgrywanych podczas II Mistrzostw Europy w Paryżu. Został rozegrany w poniedziałek, 5 września 1938 roku. Zwycięzcą tej konkurencji został Szwed Kurt Lundqvist. W rywalizacji wzięło udział czternastu zawodników z jedenastu reprezentacji.

## Rekordy
| Rekord świata     | Mel Walker (USA)    | 2,09 | Malmö, Szwecja    | 12.08.1937 |
| Rekord Europy     | Kalevi Kotkas (FIN) | 2,04 | Göteborg, Szwecja | 01.09.1936 |
| Rekord mistrzostw | Kalevi Kotkas (FIN) | 2,00 | Turyn, Włochy     | 07.09.1934 |

## Wyniki
| Miejsce | Zawodnik           | Wynik |
| ------- | ------------------ | ----- |
| 1       | Kurt Lundqvist     | 1,97  |
| 2       | Kalevi Kotkas      | 1,94  |
| 3       | Lauri Kalima       | 1,94  |
| 4       | Åke Ödmark         | 1,90  |
| 4       | Erik Stai          | 1,90  |
| 6       | Jean Moiroud       | 1,85  |
| 6       | Hubert Stubbs      | 1,85  |
| 8       | Janós Cserna       | 1,85  |
| 9       | Ruggero Biancani   | 1,80  |
| 9       | Josef Češpiva      | 1,80  |
| 9       | Jacques Mantran    | 1,80  |
| 12      | Richard O’Rafferty | 1,80  |
| 13      | Wim Spanjerdt      | 1,80  |
| 14      | J. Wege            | 1,70  |